# François Rhédey
François Rhédey comte de Kisréde, né vers 1610 à Nagyvárad et mort le 13 mai 1667 à Huszt, est un noble hongrois, prince de Transylvanie de 1657 à 1658.
Membre de la famille Rhédey, il est le fils de Ferenc Rhédey (1560–1621), gendre d'Étienne III Bethlen et gouverneur de Nagyvárad et de Katalin Károlyi de Nagykároly (1588–1635), sœur de Zsuzsanna Károlyi, l'épouse du prince de Transylvanie Gabriel Bethlen.
Il est prince de Transylvanie le 2 novembre 1657 après l'abdication de Georges II Rákóczi jusqu'au 9 janvier 1658, lorsque ce dernier reprend provisoirement son trône. Il meurt en 1667 dans le château de Huszt, dans le comitat de Máramaros.